# بیفوکا، هوکایدو
بیفوکا، هوکایدو (به لاتین: Bifuka, Hokkaido) یک منطقهٔ مسکونی در ژاپن است که در Kamikawa Subprefecture واقع شده‌است. بیفوکا ۴٬۶۰۹ نفر جمعیت دارد.